# Grub (Sankt Wolfgang)
Grub ist ein Gemeindeteil  von St. Wolfgang im oberbayerischen Landkreis Erding.

## Lage
Die Einöde Grub liegt etwa 5 Kilometer östlich von Sankt Wolfgang und 3 Kilometer südlich der Autobahn A 94.
Der Wohnteil des Hakenhofes Grub 2 ist ein erdgeschossiger Flachsatteldachbau mit Blockbau-Kniestock aus der zweiten Hälfte 18. Jahrhundert. Er ist als Baudenkmal in die Liste der Baudenkmäler in Sankt Wolfgang eingetragen.

## Bevölkerungsentwicklung
Um 1871 gab es in Grub sieben Einwohner. Im Mai 1987 lebten dort 13 Einwohner in zwei Wohngebäuden, von denen eines in zwei Wohnungen aufgeteilt war.
| Jahr      | 1871 | 1925 | 1950 | 1970 | 1987 |
| Einwohner | 7    | 12   | 10   | 15   | 13   |